# Leqa Naqamte
Leqa Naqamte fou un regne del sud d'Etiòpia a la regió de Leqa, que va emergir al segle xix. L'altre estat de la regió fou el de Leqa Quellam.
Vers el 1871 va morir el rei Bakare Godana que tenia uns 70 anys i el va succeir Moroda Bakare (nascut el 1844) que va quedar tributari de Shoa el 1882 i va morir el 1888 o 1889. Llavors va pujar al tron Kumsa Moroda (després va canviar el nom a Gebre 'Egzi'abher) d'uns 19 anys, que va regnar fins al 1924 quan l'estat fou annexionat finalment a Etiòpia.
Leqa Naqamte es correspon a la Wallagga o Welega oriental, subdivisió de la regió d'Oròmia.